# ProFont
ProFont — моноширинний шрифт, доступний у різних форматах. Він розроблений спеціально для використання для програмування в середовищах IDE та доступний у растрових і TrueType версіях для різних платформ.
Спочатку створений як умовно-безкоштовне програмне забезпечення Ендрю Велчем  для Apple Macintosh у форматі TrueType, ProFont був розроблений із показниками, аналогічним стандартним шрифтом Apple Monaco. Це забезпечувало відображення 80 стовпців і 25 рядків у повноекранному режимі на Compact Macintosh, але з додатковими функціями, примноженими для програмування, такими як похилий нуль та чітко відмінні фігурні дужки. ProFont також входить до комплекту текстового редактора BBEdit.

## Список використаної літератури
1. ProFont 2.2 -Info-Mac.

## Зовнішні посилання використанні у статті
- ProFont для Windows, Mac, Linux
- Кириличний ProFont
- ProFont ("Orp") для X11/xterm як BDF/PCF

1. ↑  ProFont 2.2 -Info-Mac.